# Пекшиксола
Пекшиксо́ла (рос. Пекшиксола, марій. Пекшиксола) — присілок у складі Медведевського району Марій Ел, Росія. Адміністративний центр Пекшиксолинського сільського поселення.

## Населення
Населення — 734 особи (2010; 703 у 2002).
Національний склад (станом на 2002 рік):
- лучні марійці — 57 %
- марійці — 27 %